# Erythresthes
Erythresthes är ett släkte av skalbaggar. Erythresthes ingår i familjen långhorningar.
Kladogram enligt Catalogue of Life:
| Erythresthes | \| \| Erythresthes bowringii \| \| \| \| \| \| Erythresthes sericellus \| \| \| \| \| \| Erythresthes shimomurai \| \| \| \| |
|              | \| \| Erythresthes bowringii \| \| \| \| \| \| Erythresthes sericellus \| \| \| \| \| \| Erythresthes shimomurai \| \| \| \| |
|              | Erythresthes bowringii |
|              | |
|              | Erythresthes sericellus |
|              | |
|              | Erythresthes shimomurai |
|              | |